# CTT Correios de Portugal
CTT – Correios de Portugal, S.A. er en portugisisk postvirksomhed, der driver post, bank og e-handel. CTT stammer fra det tidligere navn Correios, Telégrafos e Telefones.
I 1520 oprettede Emanuel 1. af Portugal en offentlig postservice.
I 1991 overgår CTT til et aktieselskab. I december 2013 bliver CTT børsnoteret,
og 70 % af aktierne bliver købt af private investorer.